# Merufe
La freguesia de Merufe est un village dépendant de Monção, dans le district de Viana do Castelo, au nord du Portugal.